# Давид и Голиаф (фильм)
«Давид и Голиаф» (итал. David e Golia) — кинофильм режиссёров Фердинандо Бальди и Ришара Потье, вышедший на экраны в 1960 году. Считается, что Орсон Уэллс сам поставил сцены со своим участием.

## Сюжет
Пророк Самуил является к пожилому царю Саулу и предрекает, что Израилем будут править не дети Саула, а новый молодой царь, которому благоволит Господь. Особенное недовольство пророка вызывает тот факт, что Ковчег Завета находится в руках филистимлян, которые собирают войско, чтобы объединить все земли под своей властью. Тем временем, простой пастух Давид испытывает душевный кризис после смерти своей возлюбленной. Самуил находит его и предсказывает, что тот будет царём Израиля. Давид отправляется в Иерусалим, где его вскоре замечают и приглашают во дворец. Родственник Саула Авенир, сам претендующий на престол, начинает плести интриги, чтобы избавиться от конкурента...

## В ролях
- Орсон Уэллс — царь Саул
- Ивица Пайер — Давид
- Элеонора Росси Драго — Мерова
- Массимо Серато — Авенир
- Джулия Рубини — Мелхола
- Пьер Крессуа — Ионафан
- Хилтон Эдвардс — пророк Самуил
- Фурио Меникони — Асрод, царь филистимлян
- Альдо Пединотти — Голиаф
- Данте Маджо — Крет